# Villa de Vallecas (métro de Madrid)
Villa de Vallecas est une station de la ligne 1 du métro de Madrid en Espagne. Elle est située sous la place Juan Malasaña, dans le quartier historique de l'arrondissement de Villa de Vallecas.

## Situation sur le réseau

Plan du réseau.

Établie en souterrain, Villa de Vallecas est une station de passage de la ligne 1. Elle est située entre la station Sierra de Guadalupe, en direction du terminus Pinar de Chamartín, et la station Congosto, en direction du terminus Valdecarros,.
Les deux voies de la ligne sont encadrées par deux quais latéraux.

## Histoire
Elle est mise en service le 3 mars 1999 lors de l'ouverture du prolongement de la ligne vers le sud-est entre Miguel Hernández et Congosto.

## Services aux voyageurs

### Accès et accueil
La station possède deux accès équipés d'escaliers et d'escaliers mécaniques, ainsi qu'un accès direct par ascenseur depuis l'extérieur.

### Desserte

Installation et desserte
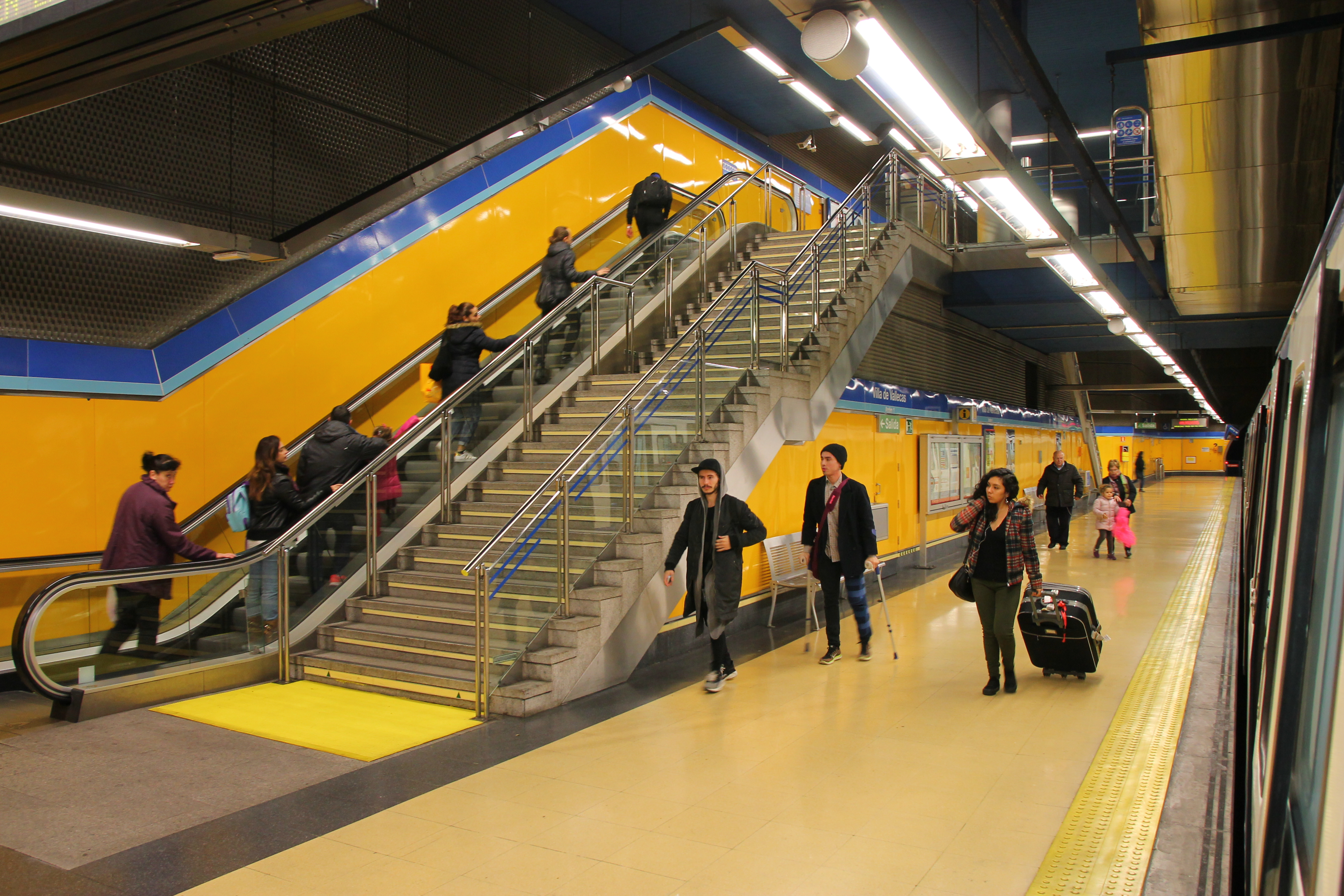
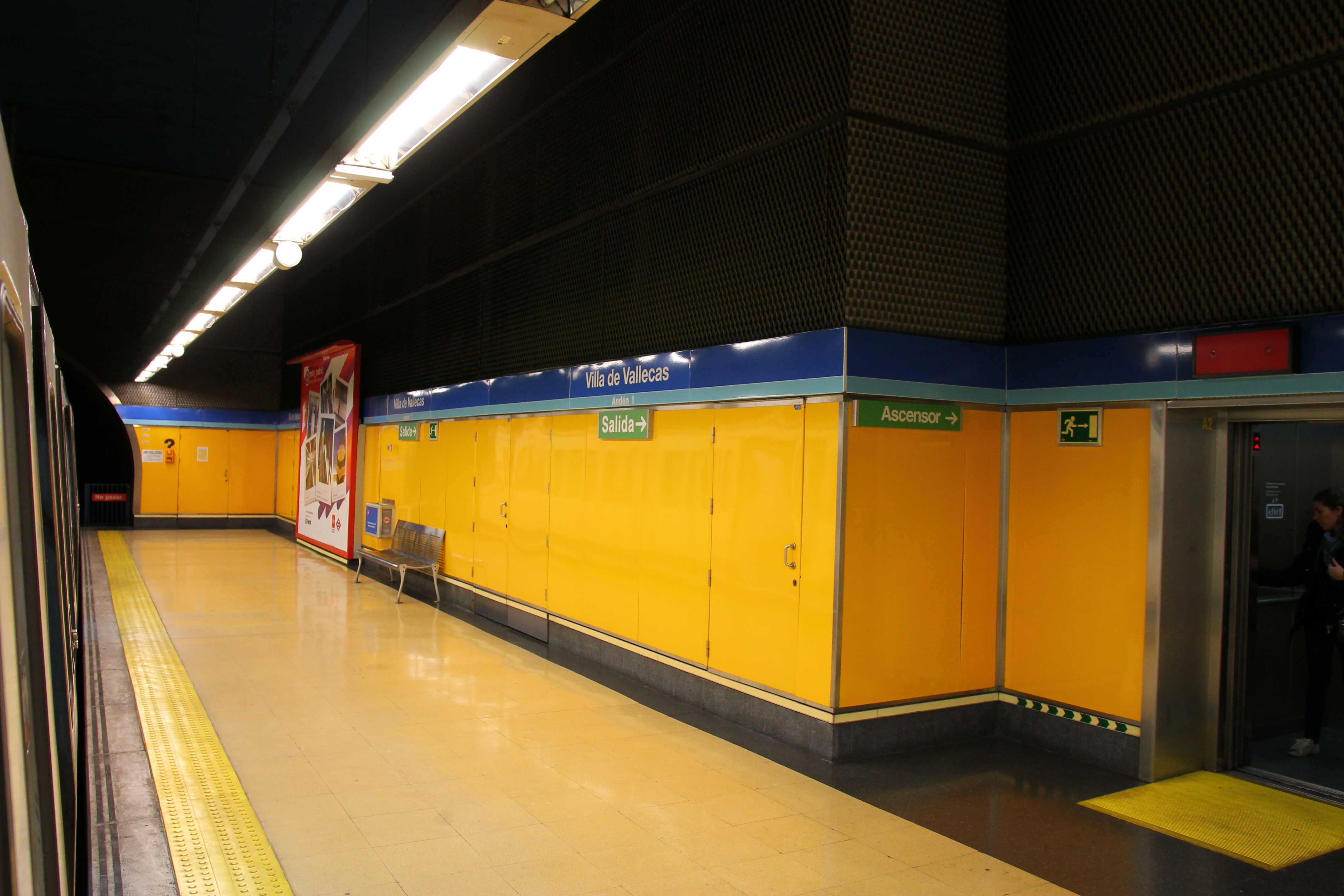

### Intermodalité
La station est en correspondance avec les lignes d'autobus no 54, 58, 103, 142 et 143 du réseau EMT.

## À proximité
Le siège de la junte municipale de l'arrondissement est situé à proximité de la station au sud et l'église Saint-Pierre-ès-Liens au nord, de l'autre côté de la place.